# ولگرد قهرمان
ولگرد قهرمان فیلمی به کارگردانی و نویسندگی خسرو پرویزی و تهیه کنندگی ناصر مجدبیگدلی و خسرو پرویزی محصول سال ۱۳۴۴ است.

## خلاصه داستان
عباس به عنوان رانندهٔ زن ثروتمندی استخدام می‌شود...

## بازیگران
- رضا بیک ایمانوردی
- آذر حکمت شعار
- یدالله محمدی‌نژاد
- یداله شیراندامی
- حمیده خیرآبادی
- اکبر خواجوی
- دلیله نمازی
- فیروز
- هوشنگ بهشتی